# 이본 뵈니슈
이본 뵈니슈(독일어: Yvonne Bönisch, 1980년 12월 29일~)는 독일의 유도 선수, 지도자로 2004년 하계 올림픽에서 여자 라이트급 금메달을 획득했다.
은퇴 후에는 지도자로 활동 중이며 현역 시절 소속팀인 UJKC 포츠담과 이스라엘 여자 국가대표 코치를 거쳐 현재 오스트리아 여자 국가대표 감독을 맡고 있다.